# Gaius Marius Victorinus

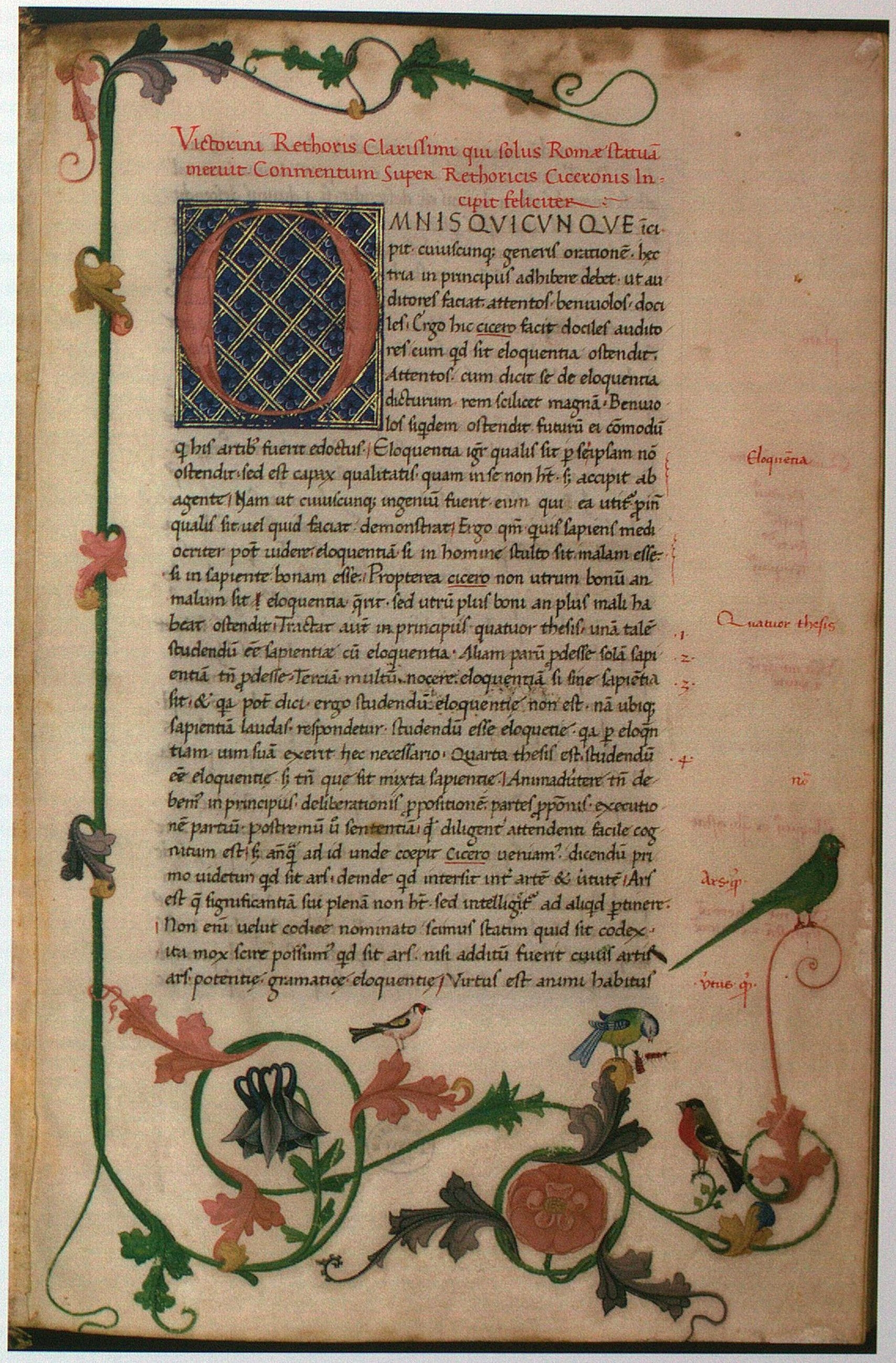
Der Anfang von Victorinus’ Kommentar zu Ciceros De inventione in der Handschrift Budapest, Országos Széchényi Könyvtár, Cod. Lat. 370, fol. 1r (15. Jahrhundert)

Gaius Marius Victorinus (* zwischen 281 und 291; † nach 363) war ein spätantiker römischer Rhetor und christlicher Gelehrter.

Victorinus stammte aus der römischen Provinz Africa, absolvierte dort eine Ausbildung zum Rhetor und siedelte um 340 nach Rom um. Er galt als einer der fähigsten Rhetoren seiner Zeit und unterrichtete in Rom unter anderem mehrere Senatoren. Sein Ansehen war so groß, dass 354 eine Statue von ihm auf dem Trajansforum errichtet wurde.
Da Victorinus heidnischer Herkunft war, dem Neuplatonismus anhing und dem Christentum eher skeptisch gegenübergestanden hatte, war das Aufsehen groß, als er 355 zum Christentum konvertierte und sich taufen ließ. Er soll über das Studium des Prologs des Johannesevangeliums (Joh 1,1–14 ) zu der Ansicht gelangt sein, dass dies mit einer neuplatonischen Philosophie vereinbar war. Er verteidigte das Nizänum und legte 362, nachdem Kaiser Julian in seinem Rhetorenedikt christlichen Lehrern verbot, Unterricht über heidnische Schulautoren zu erteilen, sein Amt nieder. 
Victorinus verstarb kurz nach 363. Er hinterließ eine Vielzahl von Schriften, darunter Kommentare zu Werken Ciceros und des Aristoteles, mehrere lateinische Übersetzungen griechischer Texte (unter anderem von Plotin) sowie Abhandlungen über Grammatik, Logik und Rhetorik (De definitionibus). Ebenso verfasste er mehrere theologische Werke, darunter drei Hymnen zur Trinitätslehre und Kommentare zu mehreren Briefen des Apostels Paulus. Er war der erste lateinische Kommentator des Paulus. Marius Victorinus zählt zu den Begründern der christlichen Trinitätslehre und beeinflusste Augustinus.

## Ausgaben und Übersetzungen
- Marius Victorinus: Traités théologiques sur la Trinité. Texte établi par Paul Henry. Introduction, traduction et notes par Pierre Hadot. Commentaire par * Pierre Hadot. (Sources chrétiennes 68; 69). Les Editions du Cerf, Paris, 1960.
- Pierre Hadot (Hrsg.): Marius Victorinus. Christlicher Platonismus. Die theologischen Schriften des Marius Victorinus. Artemis, Zürich 1967.
- Albrecht Locher (Hrsg.):  Marii Victorini Afri commentarii in epistulas Pauli ad Galatas ad Philippenses ad Ephesos. B.G. Teubner, Leipzig 1972.
- Paul Henry, Pierre Hadot, Franco Gori (Hrsg.): Marii Victorini Afri Opera, Bd. 1: Opera theologica; Bd. 2: Opera exegetica (Corpus scriptorum ecclesiasticorum latinorum 83). Verlag der österreichischen Akademie der Wissenschaften, Wien 1971–1986.
- Andreas Pronay (Hrsg.): C. Marius Victorinus: Liber de definitionibus, Frankfurt am Main 1997
- Thomas Riesenweber (Hrsg.): C. Marius Victorinus, Commenta in Ciceronis rhetorica, Bd. 1: Prolegomena; Bd. 2: Kritischer Kommentar und Indices. De Gruyter, Berlin 2015.